# 延辺富徳足球倶楽部
延辺富徳足球倶楽部（朝鮮語：연변부덕축구구락부、漢音読み：えんぺん-ふとく-そっきゅうくらぶ、英語：Yanbian Funde Football Club）は、中華人民共和国の吉林省延辺朝鮮族自治州延吉市をホームタウンとしていたプロサッカークラブ。通称・延辺富徳。延辺朝鮮族自治州には朝鮮族が多数住むため、クラブの表記も中国語と朝鮮語の2種類がある。

## 歴史
- 1955年 - 吉林省蹴球団として創立。吉林チームは中国のプロリーグが発足するまで甲級リーグと乙級リーグで昇降格を繰り返していた。
- 1965年 - 当時中国1部リーグである甲級リーグで昇格チームとして優勝。
- 1992年 - 甲級B組リーグで2位になり、1994年の甲級Ａ組リーグ(現在の超級リーグ)に昇格。
- 1993年 - サムスン2年間スポンサーにつき、トップチーム名を吉林三星チームと名称を変更。
- 1994年 - 中国サッカー協会によるプロリーグの開幕に伴い、吉林省蹴球団がプロクラブの延辺蹴球倶楽部に転換。
- 1995年 - ヒュンダイが2年間スポンサーにつき、トップチーム名を延辺現代自動車チームと名称を変更、クラブ名は変更なし。
- 1997年 - 吉林敷東薬業集団がスポンサーにつき、トップチーム名を延辺敷東チームと名称を変更、クラブ名は変更なし。
- 1998年 - 吉林敷東薬業集団がスポンサー契約を1年延長、トップチーム名とクラブ名は変更なし。
- 1999年 - 吉林敷東薬業集団がスポンサー契約を1年延長、トップチーム名を吉林敷東チームと名称を変更、クラブ名は変更なし。
- 2000年 - 吉林敷東薬業集団がスポンサー契約を1年延長、トップチーム名とクラブ名は変更なし。甲Aリーグで最下位に終わり、甲Bリーグへの降格が決まる。同時にスポンサー契約が打ち切られ、クラブは存続の危機に立たされる。シーズン終了後、トップチームと甲級B組リーグの参加権を浙江緑城蹴球倶楽部に買収される。
- 2001年 - 2000年の乙級リーグに所属していたリザーブチーム（延辺白頭山チーム）をトップチームとして再整備し、乙級リーグに参加。チーム名入りスポンサーがなくなり、トップチーム名は延辺チームを使用、クラブ名は変更なし。（※クラブの名前は実際1994年から2010年まで延辺蹴球倶楽部のままで、変更したことはない。）
- 2004年 - 延辺世紀集団がスポンサーにつき、トップチーム名を延辺世紀チームと名称を変更、クラブ名は変更なし。乙級リーグで2位になり、甲級リーグへの昇格を決める。
- 2005年 - チーム名入りスポンサーがなくなり、トップチーム名は延辺チームを使用、クラブ名は変更なし。
- 2011年 - クラブ名を延辺長白虎蹴球倶楽部に変更する[1]、トップチーム名は延辺長白虎チームを使用。
- 2014年 - クラブ名を延辺長白山蹴球倶楽部に変更する。吉林森工集団がスポンサーにつき、トップチーム名を延辺泉陽泉チームと名称を変更、クラブ名は変更なし。
- 2015年 - チーム名入りスポンサーがなくなり、トップチーム名は延辺長白山チームを使用、クラブ名は変更なし。甲級リーグで1位になり、超級リーグへの昇格を決める。
- 2016年 - クラブ名を延辺富徳足球倶楽部に変更する、トップチーム名は延辺富徳チームを使用。
- 2019年2月25日 - スポンサーである富徳生命が経営難のため、税金滞納が生じチームを解散するという発表がされた。[2]

## クラブ名・トップチーム名の変遷
- 1955年-1957年前半 吉林省蹴球団・吉林チーム
- 1957年後半-1958年 長春市蹴球団・長春チーム
- 1959年-1987年 吉林省蹴球団・吉林チーム
- 1988年 吉林省蹴球団・延吉藍猫チーム（チーム名入りスポンサー：延吉巻煙廠）
- 1989年-1992年 吉林省蹴球団・延辺大学チーム（チーム名入りスポンサー：延辺大学）
- 1993年 吉林省蹴球団・吉林三星チーム（チーム名入りスポンサー：三星電子＜韓国＞）
- 1994年 延辺蹴球倶楽部・吉林三星チーム（チーム名入りスポンサー：三星電子＜韓国＞）
- 1995年-1996年 延辺蹴球倶楽部・延辺現代自動車チーム(チーム名入りスポンサー：現代自動車＜韓国＞)
- 1997年-1998年 延辺蹴球倶楽部・延辺敷東チーム(チーム名入りスポンサー：吉林敖東藥業)
- 1999年-2000年 延辺蹴球倶楽部・吉林敷東チーム(チーム名入りスポンサー：吉林敖東藥業)
- 2001年-2003年 延辺蹴球倶楽部・延辺チーム
- 2004年 延辺蹴球倶楽部・延辺世紀チーム(チーム名入りスポンサー：延辺世紀)
- 2005年-2010年 延辺蹴球倶楽部・延辺チーム
- 2011年-2013年 延辺長白虎蹴球倶楽部・延辺長白虎チーム
- 2014年 延辺長白山蹴球倶楽部・延辺泉陽泉チーム(チーム名入りスポンサー：吉林森工)
- 2015年 延辺長白山蹴球倶楽部・延辺長白山チーム
- 2016年 延辺富徳足球倶楽部・延辺富徳チーム(チーム名入りスポンサー：富德生命人壽)

## タイトル

### 国内タイトル
- 中国サッカー・甲級リーグ(1部リーグ)：1回
  - 1965
- 中国サッカー・甲級リーグ(2部リーグ)：1回
  - 2015
- 中国サッカー・乙級リーグ(3部リーグ)：1回
  - 1990

## 過去の成績
| シーズン | ディビジョン | ディビジョン | ディビジョン | ディビジョン | ディビジョン | ディビジョン | ディビジョン | ディビジョン | ディビジョン | ディビジョン | カップ       |
| シーズン | リーグ       | 試           | 勝           | 分           | 敗           | 得           | 失           | 差           | 点           | 順位         | カップ       |
| -------- | ------------ | ------------ | ------------ | ------------ | ------------ | ------------ | ------------ | ------------ | ------------ | ------------ | ------------ |
| 2005     | 甲級リーグ   | 26           | 10           | 3            | 13           | 43           | 41           | +2           | 33           | 8位          | 1回戦敗退    |
| 2006     | 甲級リーグ   | 24           | 8            | 5            | 11           | 28           | 22           | +6           | 29           | 8位          | 1回戦敗退    |
| 2007     | 甲級リーグ   | 24           | 9            | 6            | 9            | 36           | 35           | +1           | 33           | 6位          | -            |
| 2008     | 甲級リーグ   | 24           | 8            | 4            | 12           | 32           | 39           | −7           | 28           | 9位          | -            |
| 2009     | 甲級リーグ   | 24           | 7            | 8            | 9            | 29           | 30           | −1           | 29           | 6位          | -            |
| 2010     | 甲級リーグ   | 24           | 12           | 4            | 8            | 30           | 21           | +9           | 40           | 3位          | -            |
| 2011     | 甲級リーグ   | 26           | 8            | 6            | 12           | 30           | 36           | −6           | 30           | 10位         | 準々決勝敗退 |
| 2012     | 甲級リーグ   | 30           | 10           | 4            | 16           | 39           | 51           | −12          | 34           | 13位         | 3回戦敗退    |
| 2013     | 甲級リーグ   | 30           | 9            | 7            | 14           | 42           | 52           | −10          | 31           | 11位         | 2回戦敗退    |
| 2014     | 甲級リーグ   | 30           | 3            | 9            | 18           | 29           | 45           | −29          | 18           | 16位         | 4回戦敗退    |
| 2015     | 甲級リーグ   | 30           | 17           | 10           | 3            | 59           | 24           | +35          | 61           | 1位          | 3回戦敗退    |
| 2016     | 超級リーグ   | 30           | 10           | 7            | 13           | 39           | 41           | -2           | 37           | 9位          | 3回戦敗退    |
| 2017     | 超級リーグ   | 30           | 5            | 7            | 18           | 32           | 64           | -32          | 22           | 15位         | 3回戦敗退    |
| 2018     | 甲級リーグ   | 30           | 11           | 5            | 14           | 34           | 36           | −2           | 38           | 10位         | 3回戦敗退    |
| 2019     | 甲級リーグ   | 30           |              |              |              |              |              |              |              | 位           |              |

- 1955年 - 全国リーグ(下部リーグなし) 7位
- 1956年 - 甲級リーグ(1部リーグ) 5位
- 1957年 - 甲級リーグ(1部リーグ) 7位
- 1958年 - 甲級リーグ(1部リーグ) 4位
- 1959年 - 全国運動会サッカー大会 8位
- 1960年 - 甲級リーグ(1部リーグ) 4位
- 1961年 - 甲級リーグ(1部リーグ) 8位
- 1962年 - 甲級リーグ(1部リーグ) 5位
- 1963年 - 全国リーグ(下部リーグなし) 15位
- 1964年 - 乙級リーグ(2部リーグ) 2位
- 1965年 - 甲級リーグ(1部リーグ) 優勝、全国運動会サッカー大会 4位
- 1966年 - 甲級リーグ(1部リーグ) 順位なし(リーグが途中中断)
- 1973年 - 全国リーグ(下部リーグなし) 7位
- 1974年 - 全国リーグ(下部リーグなし) 8位
- 1975年 - 全国運動会サッカー大会 11位
- 1976年 - 全国リーグ(下部リーグなし) 順位なし(リーグが途中中断)
- 1977年 - 全国リーグ(下部リーグなし) 18位
- 1978年 - 乙級リーグ(2部リーグ) 3位
- 1979年 - 甲級リーグ(1部リーグ) 15位、全国運動会サッカー大会 予選敗退
- 1980年 - 乙級リーグ(2部リーグ) 5位
- 1981年 - 乙級リーグ(2部リーグ) 3位
- 1982年 - 甲級リーグ(1部リーグ) 11位
- 1983年 - 甲級北区リーグ(1部リーグ) 5位、全国運動会サッカー大会 予選敗退
- 1984年 - 甲級リーグ(1部リーグ) 順位なし(途中でリーグ参加資格が停止される)、ＦＡカップ 15位
- 1985年 - 甲級リーグ(1部リーグ) 16位、ＦＡカップ 本選のグループステージ敗退
- 1986年 - 乙級リーグ(2部リーグ) 2位、ＦＡカップ 予選は突破したが、本選は不参加
- 1987年 - 甲Bリーグ(2部リーグ、甲級リーグが甲Aリーグと甲Bリーグに分ける) 7位、全国運動会サッカー大会 予選敗退
- 1988年 - 甲級リーグ(1部リーグ、甲Aリーグと甲Bリーグが一つの甲級リーグに戻る) 20位
- 1989年 - 乙級リーグ(3部リーグ、甲級リーグが甲Aリーグと甲Bリーグに分ける) ベスト4
- 1990年 - 乙級リーグ(3部リーグ) 1位
- 1991年 - 甲Bリーグ(2部リーグ) 4位
- 1992年 - 甲Bリーグ(2部リーグ) 2位、ＦＡカップ 1回戦敗退
- 1993年 - 全国運動会サッカー大会(1997年からはU20大会への変更とプロリーグのスタートもあり、正式大会として扱わない) 5位、甲Bリーグカップ 4位
- 1994年 - 甲Aリーグ(1部リーグ) 10位
- 1995年 - 甲Aリーグ 7位、ＦＡカップ 1回戦敗退
- 1996年 - 甲Aリーグ 10位、ＦＡカップ 1回戦敗退
- 1997年 - 甲Aリーグ 4位、ＦＡカップ 1回戦敗退
- 1998年 - 甲Aリーグ 10位、ＦＡカップ 1回戦敗退
- 1999年 - 甲Aリーグ 8位、ＦＡカップ ベスト４
- 2000年 - 甲Aリーグ 14位、ＦＡカップ 2回戦敗退
- 2001年 - 乙級リーグ(3部リーグ) ベスト8
- 2002年 - 乙級リーグ ベスト8
- 2003年 - 乙級リーグ ベスト4、ＦＡカップ 予選敗退
- 2004年 - 乙級リーグ(甲Aリーグと甲Bリーグが超級リーグと甲級リーグのシステムに変更) 2位
- 2005年 -  8位、ＦＡカップ 1回戦敗退
- 2006年 - 甲級リーグ 8位、ＦＡカップ 1回戦敗退(参加資格停止)
- 2007年 - 甲級リーグ 6位
- 2008年 - 甲級リーグ 8位
- 2009年 - 甲級リーグ 6位
- 2010年 - 甲級リーグ 3位
- 2011年 - 甲級リーグ 11位、ＦＡカップ ベスト8
- 2012年 - 甲級リーグ 13位、ＦＡカップ 3回戦敗退
- 2013年 - 甲級リーグ 11位、ＦＡカップ 2回戦敗退
- 2014年 - 甲級リーグ 16位、ＦＡカップ 4回戦敗退
- 2015年 - 甲級リーグ 1位、ＦＡカップ 3回戦敗退
- 2016年 - 超級リーグ 9位、ＦＡカップ 3回戦敗退

## 歴代監督
- 마소화(馬韶華)＜漢族＞ 1955〜1957
- 김사종(金士鐘) 1957〜1958
- 박상복(朴相福) 1959〜1960
- 김사종(金士鐘) 1961
- 박상복(朴相福) 1962
- 박만복(朴万福) 1963〜1965
- 리광수(李光洙) 1966
- 총안경(叢安慶)＜漢族＞ 1973
- 리광수(李光洙) 1973〜1974
- 총안경(叢安慶)＜漢族＞ 1975〜1978
- 왕수산(王守山)＜漢族＞ 1979
- 정지승(鄭址勝) 1980〜1984
- 정동권(鄭東權) 1984〜1985
- 정지승(鄭址勝) 1985
- 정동권(鄭東權) 1986〜1987
- 정종섭(鄭鐘燮) 1987〜1988
- 박만복(朴万福) 1989
- 정종섭(鄭鐘燮) 1990〜1991
- 리호은(李虎恩) 1992〜1995
- 정종섭(鄭鐘燮) 1995
- 리호은(李虎恩) 1996
- 최은택(崔殷澤) 1997〜1998
- 고훈(高琿) 1998〜2000
- 리호은(李虎恩) 2001〜2003
- 고훈(高琿) 2004〜2007
- 조영원(趙永遠) 2008
- 황용(黄勇) 2008(代行)
- 황용(黄勇) 2009
- 김광주(金光柱) 2009(代行)
- 김광주(金光柱) 2010〜2011
- 정상룡(鄭相龍) 2011（代行）
- 정상룡(鄭相龍) 2012
- 조긍연(趙兢衍) 2012
- 김광주(金光柱) 2012（代行）
- 조긍연(趙兢衍) 2013
- 리광호(李光浩) 2013（代行）
- 리호은(李虎恩) 2014
- 리광호(李光浩) 2014
- 고종훈(高鐘勳) 2014（代行）
- 박태하(朴泰夏) 2015〜2018

## 歴代所属選手
- アブバカル・ウマル 2006
- 金永峻 2006-2007
- 朴成 2007-2010
- 李在敏 2013
- 尹ビッガラム 2016-
- グズミチ・リハールド 2017-